# Tachina dispecia
Tachina dispecia là một loài ruồi trong họ Tachinidae.